# Зеки, Семир
Семир Зеки (род. 8 ноября 1940) — британский нейробиолог, член Академии Медицинских наук, член Лондонского Королевского общества. Получил образование в Университетском Колледже Лондона, где был научным сотрудником, начиная с 2008 года — профессором нейробиологии.
Семир Зеки специализируется на изучении обработки зрительной информации в мозге приматов. В последнее время он занимается проблемой нейронных коррелятов в аффективных состояниях, таких как восприятие любви, страсти (желания) и красоты, которые порождаются данными органов чувств в области нейроэстетики. В 1990-х впервые употребил термин "нейроэстетика", который дал начало новой области знания.

## Нейроэстетика
Предмет нейроэстетики находится на пересечении когнитивной психологии, нейробиологии и эстетики. Основной интерес Семира Зеки – исследование организации работы зрительной коры.
В 1994 году он исследует нейрооснования креативности, и то, как мозг получает удовольствие от созерцания искусства. В 2001 основал первый в мире институт нейроэстетики, который позднее был присоединён к Лондонскому университетскому колледжу.
“…Художник в некотором смысле, как и нейробиолог, исследует потенциалы мозга и его возможности, только используя другие приемы. Каким образом произведения искусства могут пробудить эстетическое переживание, это явление может быть полностью осмыслено только в нейробиологических терминах. Понимание этого процесса сейчас представляется вполне посильным современной науке ” —  так Семир Зеки говорит о положении новой области знания и её перспективах.
Семир Зеки выделяет два основных закона обработки зрительной информации в мозге:
- Постоянство

Несмотря на изменения, происходящие в мозге в процессе обработки визуального стимула (расстояния, угла обзора, освещения), у нас есть уникальная способность удерживать внимание на постоянных и существенных свойствах объекта и не принимать во внимание временные, не играющие роли признаки. Это позволяет не только всегда видеть банан жёлтым цветом, но и распознавать лица при изменении угла зрения. Произведение искусства улавливает саму сущность объекта. Например, процесс живописи предполагает изображение объекта таким, какой он на самом деле есть, что отлично от того, каким его воспринимает человеческий глаз. Семир Зеки отсылает к “идеям” Платона и концепту Гегеля через утверждение: формы не существуют без разума и способности хранить воспоминания, говоря о художниках, таких как Моне, которым не нужно знание объектов как таковых для того чтобы уловить их истинную форму.
- Абстракция

Этот процесс связан с иерархической координацией, где общее представление может быть применено ко многим частностям, позволив мозгу эффективно обработать визуальные стимулы. Способность к абстрагированию, возможно, развилась как необходимость в связи с ограниченной памятью. В некотором смысле, искусство воплощает функции абстрагирования в мозгу. Процесс абстрагирования — тайна для познавательной нейробиологии. Семир Зеки задается интересным вопросом, есть ли существенная разница в структуре мозговой деятельности при созерцании абстрактного искусства в отличие от изобразительного искусства.

## Понимание реальности и ощущение красоты
Способность получать знание о мире неразрывно связана с приписыванием миру стабильности. Что касается восприятия цвета, то мозг отбрасывает постоянные изменения длины волны света, поступающего с поверхности. Игнорируя эти изменения, человек может присвоить поверхности постоянный цвет.
Так, например, когда мы смотрим на листья в парке, мы видим их как зёленые и в полдень пасмурного дня, и в солнечный день. Даже на закате и рассвете мы все равно видим их зёлеными. Но если измерить количество красного, зёленого и голубого цвета, отражаемого от листьев в разных условиях, мы обнаружим огромную разницу. Но наш мозг стабилизирует восприятие света, сопоставляя количество красного, зёленого и голубого, отражённого от листьев и от окружающего пространства.
Эти соотношения остаются неизменными: какое бы количество зёленого света ни отражалось от листьев, все вокруг них всегда отражает меньше, потому что ниже интенсивность света. Также неважно, какое количество красного света отражается листьями, так как окружающее пространство всегда отражает этот свет с большей силой. Такова способность нашего мозга стабилизировать мир относительно цвета, идентифицировать нечто с его цветом. Если бы у человека не было этой стабилизирующей способности, то лист казался бы иногда красным, иногда синим, иногда жёлтым, иногда зелёным.
В некотором роде человек составляет действительность. Единственная действительность, которую человек может испытать, — это та, которую мозг позволяет испытывать. Способность мозга к стабилизации мира – единственный способ его познания. Чтобы получить знание о мире, человек использует логическую и математическую систему способность мозга, значительная часть знаний базируется на структуре и функционировании мозга.
Существуют противоречивые ситуации, вызывающие оптические иллюзии. Когда мы можем видеть нечто двумя разными способами. Мозг не может признать за одним из вариантов правильность, поэтому делает оба решения достоверными, но нельзя видеть их одновременно, только один вариант находится в сознании в определенный момент.
С восприятием красоты в музыке, живописи и математике связана одна и та же часть мозга. В тот момент, когда человек испытывает ощущение красоты, например, видит картину Сезанна или Пуссена, или же красивое уравнение, в его орбитофронтальной коре отображается активность.
Чтобы строить полную теорию эстетики, необходимо брать во внимание деятельность мозга, которая отвечает за то, что мы видим нечто как красивое.

## Публикации
Семир Зеки прочитал множество лекций по всему миру, в том числе 60 именных лекций. Он издал три книги:
A Vision of the Brain (Blackwell, Oxford 1993 – переведена на японский и испанский языки); Inner Vision: an exploration of art and the brain (OUP, 1999); Splendors and Miseries of the Brain (Wiley-Blackwell, Oxford 2009)
А также в соавторстве: La Quête de l'essentiel, Les Belles Lettres, Париж, 1995 (с Balthus, Count Klossowski de Rola) и La bella e la bestia, 2011, Laterza, Италия (с Ludovica Lumer).
В 2011 он провел выставку своего собственного творчества в музее современного искусства Pecci в Милане.